# Chrystus i jawnogrzesznica (obraz Nicolasa Poussina)
Chrystus i jawnogrzesznica (fr. La Femme adultère) – obraz francuskiego malarza Nicolasa Poussina z 1649 roku, znajdujący się w paryskim Luwrze (nr inw. INV 7282).

## Geneza tematu
Obraz jest ilustracją motywu zaczerpniętego z Ewangelii Jana (J 7:53-8:11), dotyczącego cudzołożnicy i osądzających ją faryzeuszy, pericope adulterae. 

Na to Jezus pochyliwszy się rysował palcem po ziemi. Gdy nie przestawali Go pytać, wyprostował się i rzekł im: «Kto z was jest bez grzechu, niech pierwszy rzuci w nią kamieniem». I znowu pochyliwszy się, rysował po ziemi.(J 8,8-11)

Faryzeusze przyłapawszy kobietę na cudzołóstwie, przyprowadzili ją do Jezusa, by ten osądził ją według prawa. W rzeczywistości była to prowokacja ze strony kapłanów: jeśliby uznał kobietę winną (zgodnie z Prawem Mojżeszowym), sprzeciwiłby się prawu rzymskiemu, które zabraniało Żydom wydawania wyroków śmierci, jeśli by ją ułaskawił – sprzeciwiłby się prawu Mojżeszowemu. Jezus miast wydawać wyroki, wypowiedział słowa: „Kto z was jest bez grzechu, niech pierwszy rzuci w nią kamieniem”.

## Opis obrazu
Kompozycja obrazu podzielona jest na dwie części. Na każdej stronie Poussin umieścił po sześć postaci, a każda z osób ma swój odpowiednik po drugiej stronie. Na osi obrazu stoi w głębi kobieta z dzieckiem. W środku, w czerwonej szacie stoi Jezus i wskazuje jawnogrzesznicę, klęczącą poniżej. Po przeciwnej stronie, w żółtej szacie, stoi faryzeusz. Z jego gestów widać jego oburzenie na słowa jakie usłyszał. Artysta wybrał moment, gdy Chrystus pyta zebranych o ich przewinienia. Na ziemi widać narysowane słowa. Według średniowiecznej legendy, miały to być wypisane grzechy faryzeuszy. Trzy postacie pochylają się nad znakami i odczytują je z widocznym zaskoczeniem. Postać w zielonej tunice trzymający kamień w lewej ręce, jest powstrzymywany przez swojego kompana, który na usłyszane słowa wątpi w słuszność wymierzenia kary kobiecie. Jego lustrzanym odbiciem jest postać po lewej stronie, również w niebieskiej tunice, ale zwrócona przodem do widza, a która próbuje zatrzymać innego obecnego, który jako pierwszy rozumie słowa Jezusa i odchodzi. Scena rozgrywa się na tle klasycznej architektury, która zgodnie z ewangelią, miała imitować jerozolimski kompleks świątynny.
Tematem głównym dzieła jest miłosierdzie. Chrystus staje w obliczu prawa mojżeszowego i jego nowej interpretacji. Działanie zgodnie z prawem nie może stanowić jedynego kryterium ludzkiej moralności. Sztuka wybaczania jest najważniejszą cechą człowieka, a jednocześnie tylko Bóg może sądzić i odpuszczać grzechy.